# Майдані
Майдані (груз. მაიდანი) — село в Грузії.
За даними перепису населення 2014 року в селі проживає 707 осіб.